# Буксування
Буксува́ння (також пробуксовка, від нім. Buchse — «букса») — прослизання тягових коліс (або гусениць) транспортних засобів під час спроби розігнатися (поступальне переміщення машини менше, ніж воно було б при відсутності прослизання).
Термін також використовується для позначення прослизання ременя відносно шківа в ременній передачі.

## Виникнення
Буксування виникає внаслідок перевищення силою тяги, сили зчеплення колеса або гусениці з поверхнею дороги або землі. Буксування може початися після збільшення крутного моменту або зменшення зчеплення з дорогою, внаслідок зміни поверхні дороги (шар води, багно, лід) або при маневруванні.

## Негативні явища
Буксування призводить до підвищеного зносу шин і гусениць, може призвести до розриву шини або зіскакування гусениці.